# Prosetín (Vysočina)
Prosetín é uma comuna checa localizada na região de Vysočina, distrito de Žďár nad Sázavou.